# Fragua Romana El Machuco
La fragua romana El Machuco está situada en la localidad española de Belmonte de Miranda, del municipio del mismo nombre.
Se trata de un molino muy antiguo, aunque no está claro que su antigüedad se remonte hasta la época romana.
El molino funciona con el agua proveniente del arroyo Tabladón que hace girar una rueda de palas transmitiendo este giro a otra pieza denominada árbol. El árbol tiene unos dientes denominados «malos obreiros» que elevan y descienden un mango de 2.5 metros de largo el cual tiene un mazo o machuco.
- Datos: Q12175240
- Multimedia: Roman metal workshop El Machuco / Q12175240